# K・J・イエースダース
K・J・イエースダース（K. J. Yesudas、1940年1月10日 - ）は、インドのプレイバックシンガー。伝統音楽、奉納歌、映画音楽など幅広い分野で活動し、インド音楽史上最も偉大な歌手の一人に挙げられ、出身地のケララ州においては文化的象徴として認識されている。また、これまでのインド音楽界への多大な貢献から「ガーナガンダルヴァン（Gaanagandharvan、意味：天界の歌手）」とも呼ばれている。60年以上のキャリアを通して5万曲以上のレコーディングに参加しており、マラヤーラム語・タミル語・カンナダ語・テルグ語・ヒンディー語・トゥル語・オリヤー語・ベンガル語・マラーティー語・アラビア語・英語・ラテン語・ロシア語など様々な言語の楽曲に参加した。
イエースダースは国家映画賞 男性プレイバックシンガー賞の歴代最多受賞記録（8回受賞）を持つほか、フィルムフェア賞 南インド映画部門や各州が主催する州映画賞など多くの映画賞を受賞しており、インド政府からはパドマ・シュリー勲章、パドマ・ブーシャン勲章、パドマ・ヴィブーシャン勲章を授与されている。また、2005年にはケララ州政府からJ・C・ダニエル賞を授与されている。

## 生い立ち
コーチン藩王国フォート・コーチに暮らす古典音楽家・舞台俳優オーガスティン・ジョゼフとエリザベス・ジョゼフの息子として生まれた。イエースダースには姉（プシュパ）、弟（アントニー、バーブ、マニ、ジャスティン）、妹（ジャヤンマ）がいるが、プシュパとバーブは幼少期に熱病で死去し、ジャスティンは2020年2月に62歳で死去している。
イエースダースは父の親友でT・N・ラージャラトナム・ピッライの弟子でもあるクンジャン・ヴェール・バーガヴァタルから音楽を学び、成長後はトリプニトゥルのRLV音楽芸術大学に進学した。その後はティルヴァナンタプラムのスワティ・ティルナル音楽大学に進学し、カルナーティック音楽の巨匠K・R・クマラスワーミ・アイヤルとセンマングディ・シュリーニヴァーサ・アイヤルから指導を受けたものの、経済的な理由で学業を断念している。また、短期間だがヴェチョール・ハリハラ・スブラマニア・アイヤルからも音楽を学んでおり、その後はチェンバーイーから音楽を学んでいる。

## キャリア

### 歌手活動
1961年11月14日にM・B・シュリーニヴァーサンが作曲を手掛けた「Jaathi Bhedam Matha Dwesham」のレコーディングに参加し、プレイバックシンガーとしてデビューした。この曲はケララ州出身の詩聖・社会改革者ナーラーヤナ・グルの生涯を描いた『Kalpadukal』の挿入歌であり、ナーラーヤナ・グルの詩を歌詞に取り入れている。イエースダースはP・リーラー、サンタ・P・ナーヤル、K・P・ウダヤバーヌ、S・ジャーナキ、P・バースカランなど著名な歌手・作詞家と交流し、デビューから数年後にはM・B・シュリーニヴァーサン、G・デーヴァラージャン、V・ダクシナムールティ、Br.ラクシュマン、M・S・バーブラージなど著名な音楽監督から指名を受けるようになり、マラヤーラム語映画を中心にタミル語映画、テルグ語映画、カンナダ語映画で活動するようになった。1962年に参加した『Bharya』の楽曲でブレイクし、その後も『Bommai』『Konjum Kumari』『Udhyogastha』の楽曲でヒットを記録した。また、1965年にはソビエト連邦の招待で各都市を巡り音楽コンサートを開催し、ラジオ・カザフスタンに出演した際にはロシアの楽曲を歌っている。1970年にはケララ・サンギータ・ナータク・アカデミーの会長に就任し、同組織の最年少記録を更新した。
南インド映画界で人気を獲得した後、1970年代にヒンディー語映画に進出した。彼は『Jai Jawan Jai Kissan』でヒンディー語映画デビューし、『Chhoti Si Baat』の挿入歌「Jaaneman Jaaneman」でブレイクした。その後はアミターブ・バッチャン、アモール・パレカル、ジーテンドラなどの人気俳優の歌曲シーンを任され、ラヴィンドラ・ジャイン、バッピー・ラヒーリー、ムハンマド・ザーフル・ハイヤーム、ラージ・カマル、サリル・チョーダリーなどが手掛けた楽曲の歌手を務めた。この時期に最も人気を集めた楽曲は、1976年に参加した『Chitchor』の楽曲だった。1999年11月14日にパリで開催された音楽イベント「ミュージック・フォー・ピース」で、UNESCOから「音楽・平和活動における顕著な功績」を称えられて名誉賞を授与された。2001年にはミュージック・アルバム「Ahimsa」に参加してサンスクリット語、ラテン語、英語の楽曲をカルナーティック、ニューエイジ・ミュージックなど様々な形式で楽曲をレコーディングしている。また、中東で開催される音楽コンサートではアラビア語の楽曲をカルナーティック形式で歌っており、海外公演を通してインド音楽を世界に広めるための役割も担っている。このほか、G・デーヴァラージャンが作曲し、イエースダースが歌手を務めた奉納歌「ハリヴァラーサナム」がサバリマラ寺院に奉納されており、これ以降は寺院が閉門する際に同曲が毎日流されるようになった。彼は1970年代から1980年代にかけて高い人気を集め、全盛期には一日で複数の言語の楽曲11曲をレコーディングしたという。また、2006年には一日で16曲のレコーディングを行っている。

### 音楽事業

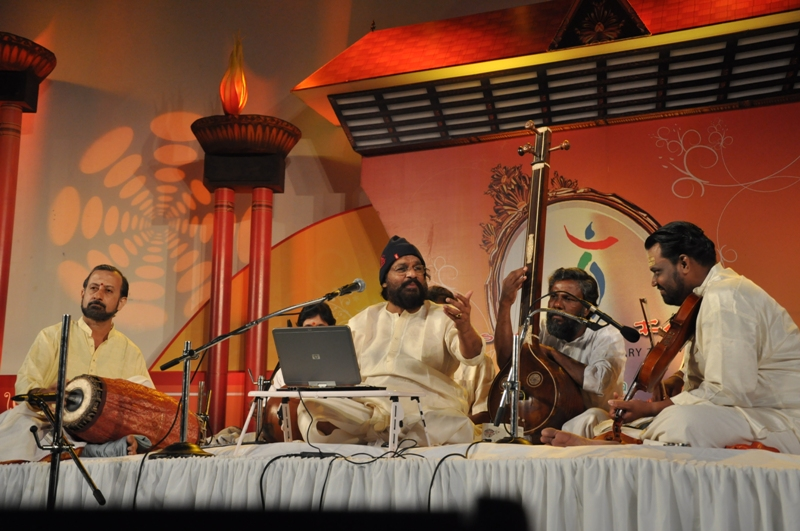
クラシック・コンサートに出演するK・J・イエースダース（2011年）

1975年にケララ州政府の認可を得てティルヴァナンタプラムにタランガニサリ音楽学校を設立し、後進の育成に努めている。同校では一般向けに音楽鑑賞教室も開催しており、かつてはペルンバヴォール・G・ラヴィーンドラナートが教師として勤務していた。同校の卒業生には作曲家のモーハン・シタラやムラリ・シタラ、ギタリストのジョン・アントニーがいる。
1980年にはティルヴァナンタプラムに音楽会社タランギニ・レコーズを立ち上げている。同社は1992年に本社とレコーディング・スタジオをチェンナイに移転し、1998年にはアメリカ合衆国でも法人化して事業を展開するようになった。同社はケララ州におけるレコーディング・センターの役割を果たし、マラヤーラム語映画の楽曲のステレオ・オーディオ・カセットを初めて流通させたほか、イエースダースが出演する映画音楽・古典音楽のコンサートのプロデュースも手掛けている。

## 私生活
1970年2月1日にマラパリーでプラバと結婚式を挙げ、彼女との間に3人の息子（ヴィノード、ヴィジャイ、ヴィシャール）をもうけた。このうち次男のヴィジャイは歌手として活動しており、ケララ州映画賞 男性プレイバックシンガー賞を受賞している。
イエースダースは、ナーラーヤナ・グルが記した「全人類にとって一つの宗教、一人の神」という言葉に大きな影響を受けたと語っており、尊敬する歌手としてモハメド・ラフィ、チェンバーイー、M・バーラムラリクリシュナを挙げている。彼は60歳の誕生日を迎えた2000年以降、毎年コルールのコルール・ムーカンビカ寺院を訪れてサラスヴァティーのキルタンを歌っており、70歳の誕生日を迎えた2010年には70人の歌手を集めてムーカンビカに奉納歌を捧げている。

## フィルモグラフィー

### 俳優
| 年     | 作品                     | 役名       | 言語                      |
| ------ | ------------------------ | ---------- | ------------------------- |
| 1965年 | Kavyamela                | 本人役     | マラヤーラム語            |
| 1966年 | Kayamkulam Kochunni      | カディール | マラヤーラム語            |
| 1966年 | Anarkali                 | タンセン   | マラヤーラム語            |
| 1973年 | Achani                   | 歌手       | マラヤーラム語            |
| 1976年 | Adhirshtam Azhaikkirathu | 歌手       | タミル語                  |
| 1977年 | Nirakudam                | 歌手       | マラヤーラム語            |
| 1977年 | Harshabashpam            | 歌手       | マラヤーラム語            |
| 1980年 | Saranam Ayyappa          | 歌手       | タミル語                  |
| 1981年 | Pathira Sooryan          | 聖者       | マラヤーラム語            |
| 2002年 | Nandanam                 | 本人役     | マラヤーラム語            |
| 2005年 | Boyy Friennd             | 本人役     | マラヤーラム語            |
| 2012年 | Theruvu Nakshatrangal    | 本人役     | マラヤーラム語            |
| 2018年 | Kinar / Keni             | 歌手       | マラヤーラム語 / タミル語 |

### 作曲家
- Azhakulla Saleena（1973年）
- Theekkanal（1976年）
- Sanchari（1981年）
- Abhinayam（1981年）
- Poocha Sanyasi（1981年）
- Ellaam Ayyappan（1988年）

## 受賞歴
| 年                                     | 部門                                                     | 作品                                                               | 結果       | 出典                 |
| 栄典                                   | 栄典                                                     | 栄典                                                               | 栄典       | 栄典                 |
| -------------------------------------- | -------------------------------------------------------- | ------------------------------------------------------------------ | ---------- | -------------------- |
| 1975年                                 | パドマ・シュリー勲章                                     | N/A                                                                | 受賞       | [ 37 ]               |
| 1979年                                 | ケララ・サンギータ・ナータク・アカデミー・フェローシップ | N/A                                                                | 受賞       | [ 38 ]               |
| 1986年                                 | カライマーマニ賞                                         | N/A                                                                | 受賞       | [ 39 ]               |
| 1992年                                 | サンギータ・ナータク・アカデミー賞                       | N/A                                                                | 受賞       | [ 40 ]               |
| 1993年                                 | ラタ・マンゲシュカル賞                                   | N/A                                                                | 受賞       | [ 41 ]               |
| 2002年                                 | パドマ・ブーシャン勲章                                   | N/A                                                                | 受賞       | [ 42 ]               |
| 2010年                                 | スワティ・サンギータ賞                                   | N/A                                                                | 受賞       | [ 43 ]               |
| 2012年                                 | ハリヴァラーサナム賞                                     | N/A                                                                | 受賞       | [ 44 ] [ 45 ]        |
| 2014年                                 | ケララ州政府特別賞                                       | N/A                                                                | 受賞       | [ 46 ] [ 47 ] [ 48 ] |
| 2017年                                 | パドマ・ヴィブーシャン勲章                               | N/A                                                                | 受賞       | [ 49 ]               |
| 2017年                                 | ラージョートサヴァ賞                                     | N/A                                                                | 受賞       | [ 50 ]               |
| 名誉学位                               |                                                          |                                                                    |            |                      |
| 1989年                                 | 名誉文学博士                                             | アンナーマライ大学                                                 | 受賞       | [ 51 ]               |
| 2003年                                 | 名誉文学博士                                             | ケララ大学                                                         | 受賞       | [ 52 ]               |
| 2009年                                 | 名誉文学博士                                             | マハトマ・ガンディー大学                                           | 受賞       | [ 53 ]               |
| 国家映画賞                             |                                                          |                                                                    |            |                      |
| 1973年                                 | 男性プレイバックシンガー賞                               | 『Achanum Bappayum』 「Manushyan Mathangale」                      | 受賞       | [ 54 ]               |
| 1974年                                 | 男性プレイバックシンガー賞                               | 『Gayathri』 「Padmatheerthame Unaroo」                            | 受賞       | [ 55 ]               |
| 1977年                                 | 男性プレイバックシンガー賞                               | 『Chitchor』 「Gori Tera Gaon Bada Pyara」                         | 受賞       | [ 56 ]               |
| 1983年                                 | 男性プレイバックシンガー賞                               | 『Meghasandesam』 「Akasha Desana」                                | 受賞       | [ 57 ]               |
| 1988年                                 | 男性プレイバックシンガー賞                               | 『Unnikale Oru Kadha Parayam』 「Unnikale Oru Kadha Parayam」      | 受賞       | [ 58 ]               |
| 1992年                                 | 男性プレイバックシンガー賞                               | 『Bharatham』 「Ramakadha」                                        | 受賞       | [ 59 ]               |
| 1994年                                 | 男性プレイバックシンガー賞                               | 『Sopanam』 「Ksheera Saagara」                                    | 受賞       | [ 60 ]               |
| 2018年                                 | 男性プレイバックシンガー賞                               | 『Viswasapoorvam Mansoor』 「Poy Maranja Kalam」                   | 受賞       | [ 61 ]               |
| フィルムフェア賞                       |                                                          |                                                                    |            |                      |
| 1977年                                 | 男性プレイバックシンガー賞                               | 『Chitchor』 「Gori Tera Gaon」                                    | ノミネート | [ 62 ] [ 63 ]        |
| 1978年                                 | 男性プレイバックシンガー賞                               | 『Swami』 「Ka Karoon Sajni Aaye Na Baalam」                       | ノミネート | [ 62 ] [ 63 ]        |
| 1980年                                 | 男性プレイバックシンガー賞                               | 『Dada』 「Dil Ke Tukde」                                          | 受賞       | [ 62 ] [ 63 ]        |
| フィルムフェア賞 南インド映画部門      |                                                          |                                                                    |            |                      |
| 2004年                                 | 生涯功労賞                                               | N/A                                                                | 受賞       | [ 64 ]               |
| 2007年                                 | マラヤーラム語映画部門男性プレイバックシンガー賞         | 『Vadakkumnadhan』 「Gange」                                       | 受賞       | [ 65 ]               |
| 2009年                                 | マラヤーラム語映画部門男性プレイバックシンガー賞         | 『Madampi』 「Amma Mazhakkar」                                     | 受賞       | [ 66 ]               |
| 2010年                                 | マラヤーラム語映画部門男性プレイバックシンガー賞         | 『Kerala Varma Pazhassi Raja』 「Adhi Usha Sandhya」               | 受賞       | [ 67 ]               |
| 2011年                                 | マラヤーラム語映画部門男性プレイバックシンガー賞         | 『Shikkar』 「Ennodonnum Parayathe」                               | ノミネート |                      |
| 南インド国際映画賞                     |                                                          |                                                                    |            |                      |
| 2013年                                 | 生涯功労賞                                               | N/A                                                                | 受賞       |                      |
| ケララ州映画賞                         |                                                          |                                                                    |            |                      |
| 1969年                                 | 男性プレイバックシンガー賞                               | 『Kumara Sambhavam』 「Polthinkalkkala」                           | 受賞       | [ 68 ]               |
| 1970年                                 | 男性プレイバックシンガー賞                               | 複数の映画の楽曲                                                   | 受賞       | [ 68 ]               |
| 1971年                                 | 男性プレイバックシンガー賞                               | 複数の映画の楽曲                                                   | 受賞       | [ 68 ]               |
| 1973年                                 | 男性プレイバックシンガー賞                               | 複数の映画の楽曲                                                   | 受賞       | [ 68 ]               |
| 1974年                                 | 男性プレイバックシンガー賞                               | 複数の映画の楽曲                                                   | 受賞       | [ 68 ]               |
| 1975年                                 | 男性プレイバックシンガー賞                               | 複数の映画の楽曲                                                   | 受賞       | [ 68 ]               |
| 1976年                                 | 男性プレイバックシンガー賞                               | 複数の映画の楽曲                                                   | 受賞       | [ 68 ]               |
| 1977年                                 | 男性プレイバックシンガー賞                               | 『Jagadguru Aadisankaran』 「Shankara Digvijayam」                 | 受賞       | [ 69 ]               |
| 1977年                                 | 男性プレイバックシンガー賞                               | 『Angeekaaram』 「Neela Jalaashayathil」                           | 受賞       | [ 69 ]               |
| 1979年                                 | 男性プレイバックシンガー賞                               | 『Oolkatal』 「Krishna Thulasi」                                   | 受賞       | [ 70 ]               |
| 1980年                                 | 男性プレイバックシンガー賞                               | 『Mela』 「Manassoru Maanthrika」                                  | 受賞       | [ 70 ]               |
| 1980年                                 | 男性プレイバックシンガー賞                               | 『Manjil Virinja Pookkal』 「Mizhiyoram」                          | 受賞       | [ 70 ]               |
| 1980年                                 | 男性プレイバックシンガー賞                               | 『Angadi』 「Paavaada Venam」                                      | 受賞       | [ 70 ]               |
| 1981年                                 | 男性プレイバックシンガー賞                               | 複数の映画の楽曲                                                   | 受賞       | [ 71 ]               |
| 1982年                                 | 男性プレイバックシンガー賞                               | 複数の映画の楽曲                                                   | 受賞       | [ 71 ]               |
| 1983年                                 | 男性プレイバックシンガー賞                               | 複数の映画の楽曲                                                   | 受賞       | [ 71 ]               |
| 1984年                                 | 男性プレイバックシンガー賞                               | 『Swantham Sarika』 「Ee Marubhoovil」                             | 受賞       | [ 71 ]               |
| 1985年                                 | 男性プレイバックシンガー賞                               | 『Ambada Njaane!』 「Vachaalamaakum Mounam」                       | 受賞       | [ 71 ]               |
| 1985年                                 | 男性プレイバックシンガー賞                               | 『Oru Kudakeezhil』 「Anuragini Itha En」                          | 受賞       | [ 71 ]               |
| 1986年                                 | 男性プレイバックシンガー賞                               | 『Nakhakshathangal』 「Neeraaduvaan」                              | 受賞       | [ 71 ]               |
| 1993年                                 | 男性プレイバックシンガー賞                               | 『Akashadoothu』 「Raappaadi Kezhunnuvo」                          | 受賞       | [ 72 ]               |
| 1993年                                 | 男性プレイバックシンガー賞                               | 『Patheyam』 「Chandrakantham Kondu」                              | 受賞       | [ 72 ]               |
| 1993年                                 | 男性プレイバックシンガー賞                               | 『Chenkol』 「Madhuram Jeevaamrutha」                              | 受賞       | [ 72 ]               |
| 1994年                                 | 男性プレイバックシンガー賞                               | 『Parinayam』 「Saamaja Sancharini」                               | 受賞       | [ 72 ]               |
| 1995年                                 | 男性プレイバックシンガー賞                               | 『No. 1 Snehatheeram Bangalore North』 「Ponnambili Pottumthottu」 | 受賞       | [ 72 ]               |
| 1995年                                 | 男性プレイバックシンガー賞                               | 『Mazhayethum Munpe』 「Aathmaavin Pusthakathaalil」               | 受賞       | [ 72 ]               |
| 1995年                                 | 男性プレイバックシンガー賞                               | 『Punnaram』 「Japamaay Vedhasaadhakamaay」                        | 受賞       | [ 72 ]               |
| 1996年                                 | 男性プレイバックシンガー賞                               | 『Desadanam』 「Kaliveedurangiyallo」                              | 受賞       | [ 72 ]               |
| 1996年                                 | 男性プレイバックシンガー賞                               | 『Thooval Kottaram』 「Parvathi Manohari」                         | 受賞       | [ 72 ]               |
| 1997年                                 | 男性プレイバックシンガー賞                               | 『Aaraam Thampuran』 「Harimuraleeravam」                          | 受賞       | [ 72 ]               |
| 1998年                                 | 男性プレイバックシンガー賞                               | 『Ayal Kadha Ezhuthukayanu』 「Etho Nidrathan」                    | 受賞       | [ 72 ]               |
| 2001年                                 | 男性プレイバックシンガー賞                               | 『Raavanaprabhu』 「Aakaasha Deepangal」                           | 受賞       | [ 73 ]               |
| 2002年                                 | J・C・ダニエル賞                                         | N/A                                                                | 受賞       | [ 73 ]               |
| 2009年                                 | 男性プレイバックシンガー賞                               | 『Madhya Venal』 「Swantham Swantham」                             | 受賞       | [ 73 ]               |
| 2014年                                 | 男性プレイバックシンガー賞                               | 『White Boys』 「Aadithyakiranangal」                              | 受賞       | [ 74 ]               |
| タミル・ナードゥ州映画賞               |                                                          |                                                                    |            |                      |
| 1977年                                 | 男性プレイバックシンガー賞                               | 『Andaman Kadhali』                                                | 受賞       |                      |
| 1977年                                 | 男性プレイバックシンガー賞                               | 『Madhuraiyai Meetta Sundharapandiyan』                            | 受賞       |                      |
| 1982年                                 | 男性プレイバックシンガー賞                               | 『Moondram Pirai』 「Kanne Kalaimane」                             | 受賞       |                      |
| 1988年                                 | 男性プレイバックシンガー賞                               | 複数の映画の楽曲                                                   | 受賞       |                      |
| 1989年                                 | 男性プレイバックシンガー賞                               | 『Nyaya Tharasu』                                                  | 受賞       |                      |
| 1992年                                 | 男性プレイバックシンガー賞                               | 『Mannan』 「Amma Endrazhaikatha」                                 | 受賞       |                      |
| ナンディ賞                             |                                                          |                                                                    |            |                      |
| 1982年                                 | 男性プレイバックシンガー賞                               | 『Meghasandesam』 「Sigalo」                                       | 受賞       | [ 75 ]               |
| 1988年                                 | 男性プレイバックシンガー賞                               | 『Jeevana Jyothi』 「Neeve Namme Jyothi Prema」                    | 受賞       | [ 75 ]               |
| 1990年                                 | 男性プレイバックシンガー賞                               | 『Alludugaru』 「Muddabanthi Nuvvulo」                             | 受賞       | [ 75 ]               |
| 2006年                                 | 男性プレイバックシンガー賞                               | 『Ganga』 「Vellipothunnava」                                      | 受賞       | [ 76 ]               |
| ケララ映画批評家協会賞                 |                                                          |                                                                    |            |                      |
| 1977年                                 | 男性プレイバックシンガー賞                               | 複数の映画の楽曲                                                   | 受賞       | [ 77 ]               |
| 1978年                                 | 男性プレイバックシンガー賞                               | 複数の映画の楽曲                                                   | 受賞       | [ 77 ]               |
| 1979年                                 | 男性プレイバックシンガー賞                               | 複数の映画の楽曲                                                   | 受賞       | [ 77 ]               |
| 1980年                                 | 男性プレイバックシンガー賞                               | 複数の映画の楽曲                                                   | 受賞       | [ 77 ]               |
| 1981年                                 | 男性プレイバックシンガー賞                               | 複数の映画の楽曲                                                   | 受賞       | [ 77 ]               |
| 1982年                                 | 男性プレイバックシンガー賞                               | 複数の映画の楽曲                                                   | 受賞       | [ 77 ]               |
| 1983年                                 | 男性プレイバックシンガー賞                               | 複数の映画の楽曲                                                   | 受賞       | [ 77 ]               |
| 1984年                                 | 男性プレイバックシンガー賞                               | 複数の映画の楽曲                                                   | 受賞       | [ 77 ]               |
| 1985年                                 | 男性プレイバックシンガー賞                               | 複数の映画の楽曲                                                   | 受賞       | [ 77 ]               |
| 1986年                                 | 男性プレイバックシンガー賞                               | 複数の映画の楽曲                                                   | 受賞       | [ 77 ]               |
| 1990年                                 | 男性プレイバックシンガー賞                               | 『Amaram』                                                         | 受賞       | [ 77 ]               |
| 1991年                                 | 男性プレイバックシンガー賞                               | 『Bharatham』                                                      | 受賞       | [ 77 ]               |
| 1992年                                 | 男性プレイバックシンガー賞                               | 『Kamaladalam』                                                    | 受賞       | [ 77 ]               |
| 1992年                                 | 男性プレイバックシンガー賞                               | 『Sargam』                                                         | 受賞       | [ 77 ]               |
| 1992年                                 | 男性プレイバックシンガー賞                               | 『Kudumbasammetham』                                               | 受賞       | [ 77 ]               |
| 1993年                                 | 男性プレイバックシンガー賞                               | 『Kalippattam』                                                    | 受賞       | [ 77 ]               |
| 1993年                                 | 男性プレイバックシンガー賞                               | 『Sarovaram』                                                      | 受賞       | [ 77 ]               |
| 1993年                                 | 男性プレイバックシンガー賞                               | 『Chenkol』                                                        | 受賞       | [ 77 ]               |
| 1994年                                 | 男性プレイバックシンガー賞                               | 複数の映画の楽曲                                                   | 受賞       | [ 77 ]               |
| 1995年                                 | 男性プレイバックシンガー賞                               | 複数の映画の楽曲                                                   | 受賞       | [ 77 ]               |
| 1996年                                 | 男性プレイバックシンガー賞                               | 『Desadanam』                                                      | 受賞       | [ 77 ]               |
| 1996年                                 | 男性プレイバックシンガー賞                               | 『Ee Puzhayum Kadannu』                                            | 受賞       | [ 77 ]               |
| 1996年                                 | 男性プレイバックシンガー賞                               | 『Thooval Kottaram』                                               | 受賞       | [ 77 ]               |
| 1997年                                 | 男性プレイバックシンガー賞                               | 『Kaliyattam』                                                     | 受賞       | [ 77 ]               |
| 1997年                                 | 男性プレイバックシンガー賞                               | 『Aaraam Thampuran』                                               | 受賞       | [ 77 ]               |
| 1997年                                 | 男性プレイバックシンガー賞                               | 『Krishnagudiyil Oru Pranayakalathu』                              | 受賞       | [ 77 ]               |
| 1998年                                 | チャラチトラ・ラトナム賞                                 | N/A                                                                | 受賞       | [ 78 ]               |
| アジアネット映画賞                     |                                                          |                                                                    |            |                      |
| 2000年                                 | プレイバックシンガー賞                                   | 『Devadoothan』                                                    | 受賞       |                      |
| 2008年                                 | 生涯功労賞                                               | N/A                                                                | 受賞       |                      |
| 2015年                                 | 生涯功労賞                                               | N/A                                                                | 受賞       |                      |
| ヴァニタ映画賞                         |                                                          |                                                                    |            |                      |
| 2009年                                 | 男性歌手賞                                               | 『Kerala Varma Pazhassi Raja』                                     | 受賞       | [ 79 ]               |
| 2009年                                 | 生涯功労賞                                               | N/A                                                                | 受賞       | [ 79 ]               |
| CNN-IBN インディアン・オブ・ザ・イヤー |                                                          |                                                                    |            |                      |
| 2011年                                 | 功労賞                                                   | N/A                                                                | 受賞       | [ 80 ]               |
| リムカ公式記録                         |                                                          |                                                                    |            |                      |
| 2012年                                 | ピープル・オブ・ザ・イヤー                               | N/A                                                                | 受賞       | [ 81 ] [ 82 ]        |

## 書籍
- Yesudasinte Kadha (SPCS - NBS - 1981)：マラヤーラム語の伝記。マトゥクッティ・J・クンナッパリ著[83]。
- Ezhissai Nayakan (Manimekalai Prasuram - 1998)：タミル語の伝記。R・カンディーパン著、R・スンダリーサン英訳[84]。
- Yesudas: the King of Melodies (Manimekalai Prasuram - 2000)：タミル語の伝記。R・カンディーパン著、R・スンダリーサン英訳[85]。
- The Greatest Singer Yesudas (Manimekalai Prasuram - 2005)：タミル語の伝記。R・カンディーパン著、R・スンダリーサン英訳[86]。
- My Life and My Thoughts (Ayaan Publications - 2010)：イエースダースによる自伝。複数の雑誌にマラヤーラム語で掲載された記事をK・V・ピシャラディが英訳している[87]。
- Athisayaragam (Mathrubhumi Books（英語版） - 2011)：ラヴィ・メーノーン著。イエースダースを中心に当時のスター俳優・歌手を取り上げている[88]。
- Das Capital (Mathrubhumi Books - 2011)：スバーシュ・チャンドラン（英語版）著[89]。
- Sangeethame Jeevitham (Lipi Publications - 2012)：イエースダースの技能を網羅した総合的な学問書。クニカンナル・ヴァニメル著[90]。
- Yesudas: Oppam Nadanna Camera (Mathrubhumi Books - 2012)：写真集。1963年以降に撮影された150枚以上の写真が掲載されている。P・I・デーヴィド著[91]。
- Swaragandharvam (The New Media Space Books - 2014)：サジ・シュリーヴァルソン著[92]。
- Pattinte Palazhi (Saikatham Books - 2017)：伝記全集。マトゥクッティ・J・クンナッパリ著[93]。
- Ithihaasa Gaayakan (Manorama Books（英語版） - 2020)：シャジャン・C・マシュー著[94]。
- Yesudas: Malayalathinte Swarasagaram (SPCS - NBS - 2021)：キャリア60周年を記念して出版された書籍。歌手・批評家・ファンの批評記事をまとめた書籍。S・サーラダクッティ（英語版）著[95]。
- Yesudas: Sagarasangeetham (Kerala Bhasha Institute（英語版） - 2024)：G・B・ハリンドラナート著[96]。